# Chamudi
Chamudi war als altägyptischer König (Pharao) der Hyksos-Zeit der letzte Herrscher der 15. Dynastie und regierte von um 1549 v. Chr. bis um 1539/35 v. Chr. (nach Franke: 1534–1522 v. Chr.).

## Weitere Namen
- Chamudi (Eigenname, gebräuchliche Lesung) (Königspapyrus Turin 11.6)
- Chalmudi (Eigenname, wahrscheinlich richtige Lesart)
- Assis (Name nach Manetho Josephus)
- Archles (Name nach Manetho Africanus)

## Belege
Der Herrschername ist nur von dem Turiner Königspapyrus bekannt. Es gibt bisher keine zeitgenössischen Objekte, die ihm zugerechnet werden können. Bei Manetho erscheint als letzter (nach Eusebius) oder vorletzter Herrscher der Hyksos ein gewisser Archles, der eventuell mit Chamudi identisch ist. Diese Gleichsetzung ist jedoch nicht sicher. Kim Ryholt ordnet Chamudi den Thronnamen Hetepibre zu, der nur auf Skarabäen bezeugt ist.
Archles soll nach Manetho über 49 oder 30 Jahre regiert haben. Wolfgang Helck und Jürgen von Beckerath geben Chamudi knapp 10 Jahre Regentschaft. Nach einer Notiz auf dem mathematischen Papyrus Rhind werden im Jahr 11 Sile und Heliopolis von Ahmose erobert, dem thebanischen Herrscher. Es ist unsicher, ob sich das angegebene Jahr auf Chamudi oder Ahmose bezieht.
Bedeutsam für die chronologische Datierung ist der Fund einer Lanzenspitze, die als Beute aus Auaris nach Theben gelangte: eine Inschrift erlaubt die Gleichsetzung der Jahre 11/12 des Chamudi mit dem Jahr 18/19 des Ahmose.